# Klein (krater księżycowy)
Klein – krater uderzeniowy na Księżycu. Znajduje się na zachodniej krawędzi większego krateru Albategnius.
Pierścień krateru Klein został wytarty i zniszczony przez późniejsze uderzenia. Niskie przełęcze są w zarówno północnych i południowych częściach brzegu jak i w kraterze Klein A. Wnętrze zostało pokryte i wyrównane przez lawę oraz posiada niewielki centralny szczyt.

## Satelickie kratery
| Klein | Szerokość | Długość | Średnica |
| ----- | --------- | ------- | -------- |
| A     | 11,4° S   | 3,0° E  | 9 km     |
| B     | 12,5° S   | 1,8° E  | 6 km     |
| C     | 12,5° S   | 2,6° E  | 6 km     |